# コレステノールΔイソメラーゼ
コレステノールΔイソメラーゼ(Cholestenol Delta-isomerase、EC 5.3.3.5)は、以下の化学反応を触媒する酵素である。
5α-コレスト-7-エン-3β-オール{\displaystyle \rightleftharpoons }5α-コレスト-8-エン-3β-オール
従って、この酵素の基質は5α-コレスト-7-エン-3β-オールのみ、生成物は5α-コレスト-8-エン-3β-オールのみである。
この酵素は異性化酵素、特にC=C結合を転移する分子内酸化還元酵素に分類される。系統名は、Δ7-コレステノール Δ7-Δ8-イソメラーゼ(Delta7-cholestenol Delta7-Delta8-isomerase)である。この酵素は、ステロイドの生合成に関与している。